# Ягодное (Любинский район)
Ягодное — упразднённая деревня в Любинском районе Омской области. Входила в состав Казанского сельсовета. Исключена из учётных данных в 1972 г.

## География
Располагалась на у высохшего безымянного озера, в 4,5 км (по прямой) к северо-востоку от села Боголюбовка.

## История
Основана в 1910 г. В 1928 году посёлок Ягодное состоял из 28 хозяйств. В административном отношении входил в состав Боголюбовского сельсовета Любинского района Омского округа Сибирского края. Решением Омского облисполкома от 14 февраля 1972 года д.Ягодное была исключена из учетных данных населенных пунктов Любинского района.

## Население
По переписи 1926 г. в посёлке проживало 133 человека (62 мужчины и 71 женщина), основное население — украинцы